# Niebieski słoń
Niebieski słoń – Khan kluay (tytuł międzynarodowy: The Blue Elephant) – tajski film animowany z 2006 roku. W Tajlandii premiera filmu odbyła się 18 maja 2006 roku, w USA premiera miała miejsce 2 września 2008 roku. W Stanach tytuł filmu przetłumaczono jako The Blue Elephant.